# Mayriella sharpi
Mayriella sharpi  (лат.) — вид муравьёв из подсемейства мирмицины (Myrmicinae, Solenopsidini). Папуа Новая Гвинея (единственный вид рода на острове).

## Описание
Длина около 2 мм. Основная окраска желтоватая. Длина головы (HL) 0,45 мм; ширина головы (HW) 0,46 мм. Усики 10-члениковые, булава состоит из 2 сегментов. Длина скапуса (SL) 0,29 мм. Проподеальные шипы короткие и широкие. Брюшко и постпетиоль баз отстоящих волосков на спинной стороне. От других видов рода Mayriella отличается острым углом антеровентральной части сложного глаза. Вид был впервые описан в 2007 году австралийскими мирмекологами Стивеном Шаттаком и Натали Барнетт (Shattuck Steven O. and Natalie J. Barnett, CSIRO Entomology, Канберра, Австралия)
.

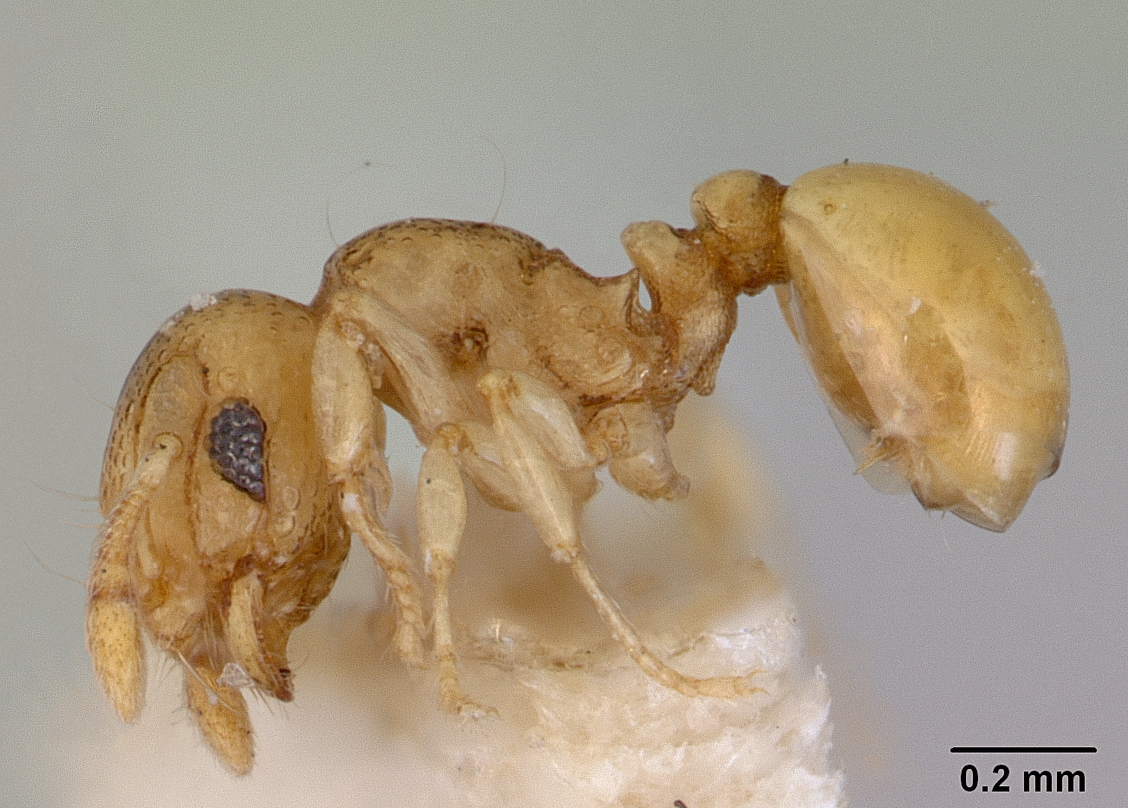
Вид сбоку
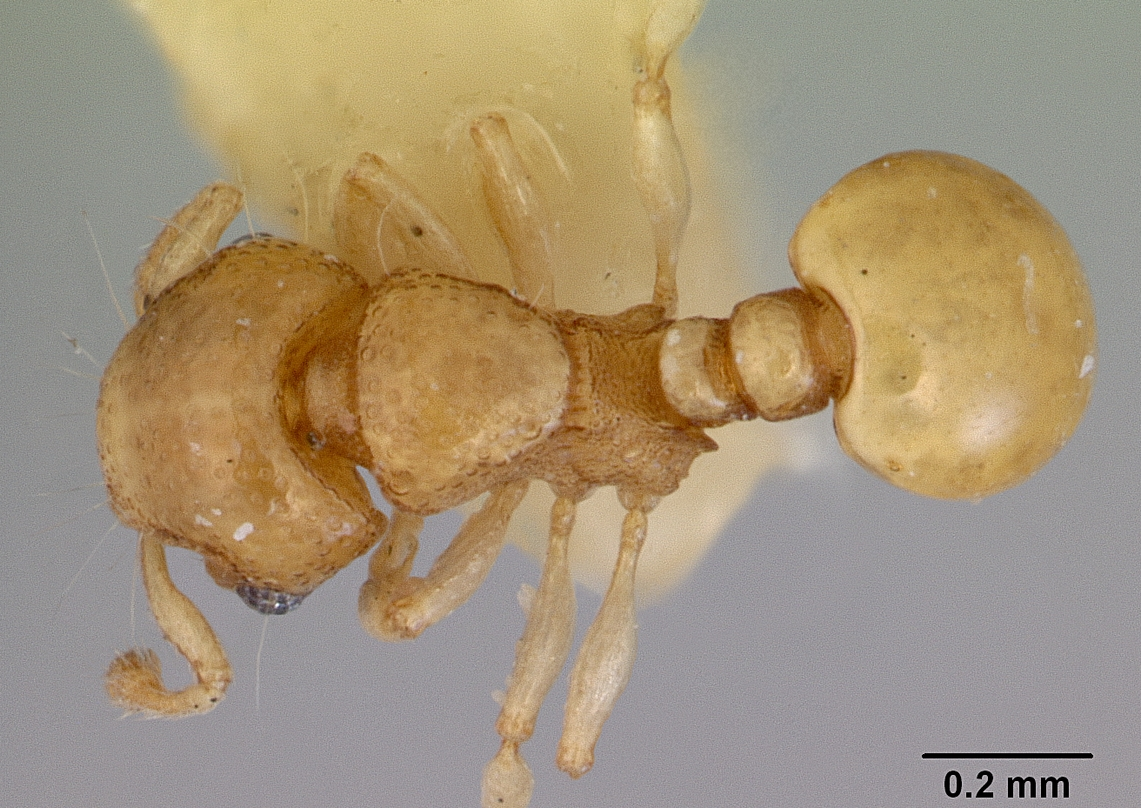
Вид сверху